# Iñaki Sáenz
Iñaki Sáenz Arenzana (ur. 29 kwietnia 1988 w Logroño) – hiszpański piłkarz występujący na pozycji pomocnika w Deportivo Alavés.